# Unione dei compositori dell'URSS
L'Unione dei compositori dell'URSS (in russo Союз композиторов СССР, СК СССР?, Sojuz kompozitorov SSSR, SK SSSR) è stata l'associazione ufficiale dei compositori e musicologi dell'Unione Sovietica. Fondata nel 1932, fino al 1957 era chiamata Unione dei compositori sovietici dell'URSS (in russo Союз советских композиторов СССР, ССК СССР?, Sojuz sovetskich kompozitorov SSSR, SSK SSSR).

## Storia

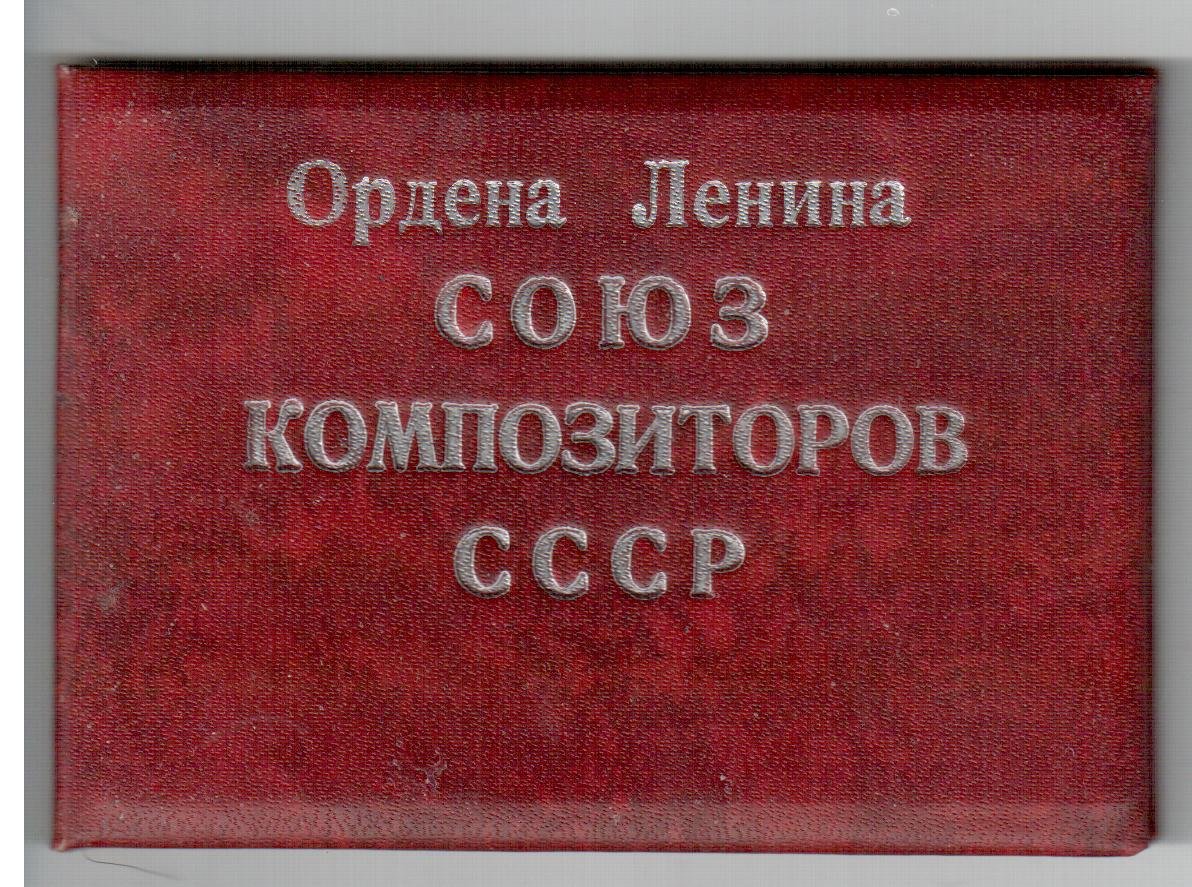
Tessera associativa (1990)

Fu creato sulla base del decreto del Comitato centrale del Partito Comunista di tutta l'Unione (bolscevico) del 23 aprile 1932 sulla riforma delle organizzazioni letterarie e artistiche. Fino al 1948, il lavoro dell'SSK era guidato da un Orgkomitet. Il primo congresso ebbe luogo dal 19 al 25 aprile 1948 a Mosca, con l'elezione di Boris Asaf'ev a presidente.
Gli obiettivi principali dell'Unione erano:
- Riunire i compositori e musicologi sovietici per creare opere musicali ideologiche e artistiche che riflettevano la vita e gli ideali del popolo sovietico;
- Formulare i principi del realismo socialista in ambito musicale, favorire lo sviluppo creativo delle migliori tradizioni del mondo e, in primo luogo, dei classici musicali nazionali e della musica popolare;
- Sviluppare la musicologia sovietica secondo le basi teoriche del marxismo-leninismo;
- Sviluppare e favorire le culture nazionali dei popoli sovietici;
- Affermare il ruolo di guida progressista della musica sovietica nel processo di lotta contro l'influenza dell'ideologia borghese;
- Rafforzare i legami creativi con organizzazioni e figure musicali progressiste straniere;
- Occuparsi dell'educazione ideologica, politica e artistica di compositori e musicologi sovietici;
- Esercitare un'influenza sociale e creativa su altre istituzioni e organizzazioni musicali;
- Migliorare delle condizioni di vita e di lavoro dei membri dell'Unione dei compositori, assistendoli nella protezione dei loro diritti d'autore.

Dopo la dissoluzione dell'URSS, l'Unione dei compositori venne sciolta e il 22 aprile 1992 fu trasformata nell'Associazione internazionale delle organizzazioni dei compositori, con Vladimir Daškevič presidente del comitato esecutivo.

## Organizzazione
Il massimo organo di governo dell'Unione era il Congresso dei compositori sovietici, che eleggeva un Consiglio a capo dell'unione nell'intervallo tra i congressi. Il Consiglio eleggeva a sua volta il Segretariato, guidato dal primo segretario (generale fino al 1957). L'SK comprendeva l'Unione dei compositori della RSFS Russa e delle altre Repubbliche sovietiche. Nel dicembre 1986, l'Unione comprendeva 2.506 compositori e musicologi (di cui 1134 della RSFSR), il Consiglio contava 180 membri e il Segretariato 45 segretari.
La carica di primo segretario (generale) del comitato investigativo dell'URSS dal 1948 al 1991 fu ricoperta permanentemente da Tichon Chrennikov. Sono stati membri del consiglio e della segreteria Boris Asaf'ev, Dmitrij Kabalevskij, Giya Kancheli, Raimonds Pauls, Georgij Sviridov, Aram Chačaturjan, Al'fred Šnitke, Dmitrij Šostakovič, Rodion Ščedrin, Andrej Ėšpaj e altri famosi compositori sovietici.
L'SK gestiva il Fondo musicale dell'URSS (con stabilimenti di produzione a Mosca, Leningrado, Sverdlovsk e Kiev), la Casa dei compositori dell'Unione, il Centro per l'informazione musicale e la propaganda della musica sovietica; le case creative Boržomi, Vorzel (Oblast' di Kiev), Diližan, Ivanovo, Lilė (Sukhumi), Repino (Oblast' di Leningrado), Ruza (Oblast' di Mosca) e Sortavala (Carelia). L'SK aveva la propria casa editrice Sovetskij kompozitor e stampava il mensile Sovetskaja muzyka e il bisettimanale Muzykal'naja žizn'.

## Presidenti
- 1948 – Boris Asaf'ev
- 1948-1991 - Tichon Chrennikov